# Picasa
Picasa var ett program för att organisera, redigera och publicera digitala bilder (webbalbum), ägt av Google. Namnet Picasa är en blandning av namnet på den spanska konstnären Pablo Picasso, frasen mi casa ("mitt hus") och pic ("bild"). Logotypen är ett stiliserat hus som bildas av bländade blad av en fotografisk lins.
Programvaran skapades ursprungligen av Idealab. I juli 2004 köpte Google Picasa och började erbjuda Picasa via gratis nedladdning. Vid tidpunkten för förvärvet bestod företagets ledningsgrupp av Lars Perkins VD, Mike Herf CTO, och Dan Engel vice ordförande för marknadsutvecklingsdelen av företaget. 2016 lade Google ner projektet efter att några år tidigare lanserat Google Foto.

## Funktioner

### Organisation och redigering
I Picasa kan man importera bilder, lägga till taggar och gruppera bilder i samlingar. Programmet tillhandahåller även flera grundläggande fotoredigeringsfunktioner, däribland färgförbättring, reducering av röda ögon och beskärning. Andra funktioner inkluderar bildspel, utskriftsmöjligheter och tidslinjer för bilderna. Bilder kan också förberedas för extern användning, såsom att skicka bilderna via e-post eller utskrift, genom redigering av filstorleken och sidlayouter.

Picasas webbgalleri använder sen en tid tillbaka Picnik som anlitad leverantör av redigeringsmöjligheter.

#### Nyckelord
Picasa använder formatet picasa.ini för att hålla reda på sökord för varje bild. Utöver detta fäster Picasa IPTC-sökords uppgifter till JPEG-filer, men inte till andra filformat. Nyckelord som knyts till JPEG-filer i Picasa kan läsas av andra program för hantering av bildbibliotek såsom Adobe Photoshop Lightroom, Adobe Bridge, digikam och Iphoto.
Picasa kan tolka XMP-data. Det finns dock vissa begränsningar - exempelvis vid sökning i lokala filer med XMP.

#### Sökning
Picasa har ett sökfält som alltid är synligt när man tittar på biblioteket. Sökningarna är "levande" och filtreras medan man skriver.
När ett ord är angivet i ett sökfältet, visas bilder om det ordet är hela eller delar av filnamnet. Om det man sökte på är en del av en mapp med namn, visas alla bilder i mappen också (men inte nödvändigtvis bilder i undermappar, om inte ordet också finns i de filnamnen)
Picasa söker också ungefär på samma sätt som i Googles webbsökning. Alla sökord finns med som standard och sökord kan uteslutas med hjälp av bindestreck. Exempelvis innebär sökningen "basket -boll" att Picasa kommer visa alla bilder med sökordet "basket", men inte de med ordet "boll" i.

### Visning
Picasa är inte uppbyggt så att bilderna visas i egna fönster. Det finns bara en visningsyta. Fullskärmsläge finns i bildspelsläget.

### Backup
Picasa skriver inte över bilder när förändringar görs. I stället visas alla de ändringar som gjorts och sparas sedan in i en separat fil. När bilden öppnas i Picasa utnyttjas den separata filen så att programmet visar de ändringar som gjorts. Om du skulle öppna bilden i något annat program, medföljer inte bildens historik och de ändringar du gjort i det programmet visas ej som historik i Picasa. Om du vill se ändringar när du använder bilden i andra program måste du "exportera" fotot. I Picasa 2, har en ny funktion lagts till där användare tillåts spara ändringar som gjorts i bilder i Picasa genom att skriva över filerna. Men en backupversion av den ursprungliga bilden görs och sparas i en dold mapp som heter "Original", som ligger i samma mapp som den ursprungliga bilden.

### Ansiktsigenkänning
I augusti 2006 meddelade Google att de hade ordnat så att Neven Vision-teknik kommer att kunna användas för att söka efter enskilda saker i bilder, exempelvis människor eller byggnader. Google har meddelat att denna teknik – som innebär att man kan söka efter bilder i Picasa – kommer att tillhandahållas inom en snar framtid .
Neven Vision innehåller flera patent . Något som är helt nytt för den vanlige datoranvändaren är den teknik som innehåller ansiktsigenkänningsfunktioner i digitala bilder och filmer. Neven Vision- teknologin har efter oberoende tester som jämfört världens främsta ansiktsigenkänningsteknik blivit rankad som ett av de bästa programmen inom detta område, och det gäller både versionen FERET 1997 och versionen FRVT 2002.

## Andra funktioner

### Picasa webbalbum
Picasa webbalbum (PWA) är en funktion som gör att man kan dela med sig av egna foton. PWA jämförs ofta med Flickr och Zooomr. Med webbalbum kan användare med konton på Google lagra och dela med sig av 1 GB bilder gratis. Man kan även köpa mer lagringsutrymme.
Användare kan ladda upp bilder via ett webbgränssnitt, Picasa 2.5.0 eller senare, med hjälp av insticksprogrammet för Iphoto, med ett tillägg till Aperture, via överföringsprogrammet för Mac OS X,  eller F-Spot på Linux. I både de avgiftsbelagda kontona och de som är gratis, behålls den ursprungliga upplösningen av bilden (även om en mindre upplösningsversion av bilden kan visas i webbgränssnittet) och den ursprungliga bilden kan laddas ner.
Picasa webbalbum använder ett system baserat på nummer som tillåter en användare att skicka en URL-adress till sina bilder till någon han eller hon vill; mottagaren kan sedan se albumet utan att skapa något användarkonto - detta görs via en "verifieringsnyckel" som mottagaren måste skriva i. Picasa tillåter inte någon annan än ägaren till filerna att söka igenom dem.
Inga annonser visas i Picasa webbalbum. Användaren behåller alla rättigheter till sina bilder men Google får enligt användarvillkoren  lagra, bearbeta och spara bilderna för att kunna tillhandahålla tjänsten.

### Picasa Wordpress Widget
Picasa wordpress widget är en Wordpress-plug-in som låter användarna publicera slumpmässiga bilder från Picasaalbum på sina bloggar.

## Versionshistorik

### Windows
Det finns inga versioner av Picasa för Windows 95 eller NT. Den senaste versionen som erbjuds för Windows 98/ME är 2.0 Nyare versioner finns för Windows 2000, XP och Vista.

### Mac OS X
Picasa för Mac finns i en betaversion. Ett insticksprogram finns för iPhoto som överför filer till Picasa webbalbum webbhotell. Det finns också ett fristående Picasa webbalbum som tillåter dig att lägga upp verktyg för OS X 10.4 eller senare.